# 금샘로
금샘로(金-路)는 부산광역시 금정구 장전동에서 남산동까지 이르는 부산광역시도로, 총 연장은 3.848 km이다. 또한 부산광역시도 제7102호선으로 지정되어 있다.

## 유래
해당 도로명은 금샘 물고기가 놀았다는 금정산 금샘의 지역명을 반영한 것에서 유래되었다.

## 노선 정보
- 총 연장 : 3.848 km
- 기점 : 부산광역시 금정구 장전동 506-4 일원 (식물원로와 분기, 우장춘로와 직결)
- 종점 : 부산광역시 금정구 남산동 952-5 일원 (청룡로와 분기, 범어사로와 직결)

## 지리

### 통과하는 지자체
- 금정구
  - 장전2동 - 장전1동 - 구서1동 - 구서2동 - 남산동

### 교차하는 도로
- 식물원로 (부산광역시도 제6105호선)
- 우장춘로 (부산광역시도 제7102호선)
- 산성로
- 두실로
- 팔송로
- 청룡로 (부산광역시도 제7102호선)
- 범어사로

## 특이 사항
- 해당 도로는 부산광역시와 부산대학교 간의 갈등으로 인해 당 도로가 인천광역시에 있는 중봉대로와 비슷하게 단절된 상태이다. 이유는 부산시가 관련 학교 부지 밑에 지하차도를 관통시켜서 건설해야 한다는 계획까지 잡혀 있었으나, 부산대학교에 다니고 있는 재학생과 일본인 등 외국인 유학생의 학습권이 침해당할 수 있어 반대한다는 의견이 있기 때문이다.
- 이와 관련되어 부산대학교 부근에 금샘로를 간다고 하더라도 공사가 중단된 흔적이 있다.
- 당초 총 연장은 계획상 5.935 km인 것으로 보고되어 있다.